# B'Day
B'Day es el segundo álbum de estudio de la cantante estadounidense Beyoncé, publicado por Columbia Records, Music World Entertainment y Sony Music Urban el 4 de septiembre de 2006, fecha que coincidió con el 25.º cumpleaños de la cantante. El álbum fue originalmente planeado para un relanzamiento en 2004 de su álbum debut Dangerously in Love (2003), pero el proyecto fue puesto en pausa debido a la grabación del álbum final de Destiny's Child, Destiny Fulfilled (2004), y su papel protagónico en la película Dreamgirls (2006). Durante las vacaciones, después de grabar el filme, la cantante comenzó a contactar diversos productores y completaron B'Day en tres semanas. La mayor parte del contenido lírico del álbum fue inspirado por el papel de Beyoncé en la película. El estilo musical del álbum contiene influencias del funk los años 1970 y 1980, y baladas combinadas con géneros urbanos como el hip hop y el R&B.
En términos generales, B'Day recibió reseñas positivas por parte de los críticos musicales e incluso le valió el premio Grammy al mejor álbum de R&B contemporáneo en la entrega de 2007. El disco debutó en el número uno en la lista estadounidense Billboard 200, con 541 000 copias vendidas en su primera semana; desde entonces, fue certificado con tres discos de platino por la Recording Industry Association of America (RIAA). Como parte de la promoción, se publicaron seis sencillos, siendo los más exitosos «Déjà Vu», «Irreplaceable» y «Beautiful Liar». B'Day Anthology Video Album, que cuenta con todos los videoclips de casi todas las canciones del disco, fue puesto a la venta junto con la edición de lujo del álbum. En 2007, Beyoncé se embarcó en su segunda gira The Beyoncé Experience. Un álbum en vivo grabado durante la gira, The Beyoncé Experience Live, se publicó a finales de 2007. Para septiembre de 2013, B'Day había vendido más de 8 millones de copias en todo el mundo, de las cuales 3 400 000 fueron comercializadas solo en Estados Unidos.

## Antecedentes
En 2002, Beyoncé comenzó a grabar su álbum debut Dangerously in Love (2003), llegando a grabar hasta cuarenta y cinco canciones. Después de su lanzamiento en 2003, la cantante había planeado lanzar un álbum utilizando varias de las pistas sobrantes. Sin embargo, el 7 de enero de 2004, un portavoz de su sello discográfico Columbia Records, anunció que la cantante había pospuesto sus planes de lanzar un álbum con el fin de concentrarse en la grabación de Destiny Fulfilled (2004), el último álbum de Destiny's Child, y por su interpretación del himno nacional estadounidense en el Super Bowl XXXVIII en Houston. A finales de 2005, Beyoncé decidió posponer de nuevo la grabación de su segundo álbum porque había conseguido un papel principal en Dreamgirls, una adaptación cinematográfica del musical de Broadway homónimo. Como quería centrarse en un proyecto a la vez, ella decidió esperar hasta que la película se completara antes de volver al estudio de grabación.
Aunque tenía un mes de vacaciones después de filmar Dreamgirls, Beyoncé fue al estudio para empezar a trabajar en el álbum. Ella dijo que «[Cuando terminó el rodaje] tenía tantas cosas reprimidas, tantas emociones, tantas ideas». Lo que la llevó a comenzar a trabajar en el material sin decirle a su padre y su entonces mánager, Mathew Knowles. Beyoncé ocultó la grabación de B'Day, contando sólo con sus artistas y Max Gousse, y el equipo de productores se pusieron en contacto para colaborar en el álbum. Ella comenzó a trabajar con los cantautores Rich Harrison, Rodney Jerkins y Sean Garrett, Cameron Wallace, The Neptunes, el dúo noruego de productores Stargate, el productor y rapero Swizz Beatz y Walter Millsap. También ha dicho que «Resentment» es su canción favorita.

## Grabación y producción
Beyoncé alquiló los estudios Sony Music en Nueva York, y su esposo, el cantante y rapero estadounidense Jay-Z, la influenció de colaborar con varios productores; usó cuatro estudios simultáneamente. Asimismo, contrató a Harrison, Jerkins y Garrett, cada uno con un espacio para trabajar. Durante las sesiones, la cantante se movía de un estudio a otro para comprobar el progreso de los productores, lo que posteriormente declararía como una «sana competencia» entre los mismos. Cuando la cantante concebía una canción potencial, dijo el grupo deliberaba, y después de tres horas se creaba la canción. Mientras que ella y el equipo aportaban ideas para las letras, otros colaboradores como The Neptunes, Jerkins y Swizz Beatz producían simultáneamente las pistas. A veces comenzaban a trabajar a las 11 en punto, y gastaban hasta catorce horas al día en los estudios durante el proceso de grabación. Beyoncé arregló, cocompuso y coprodujo todas las canciones. Makeba Riddick, en una entrevista con MTV, relató su experiencia en la producción:

«[Beyoncé] tenía varios productores en Sony Studios. Reservó todo el estudio y tuvo a los mejores y más grandes productores ahí. Nos ponía en una habitación, comenzábamos colaborando con un productor, luego íbamos a empezar algo con otro. Rebotábamos a las diferentes salas y trabajábamos con los diferentes productores. Definitivamente era un tipo de fábrica de proceso».

B'Day, que se titula así como una referencia al cumpleaños de Beyoncé, fue completado en tres semanas, antes de las seis programadas originalmente. Swizz Beatz coprodujo cuatro canciones para el álbum, más que cualquier otro productor en el equipo. Por su parte, la artista grabó tres en un día, y terminó el proceso en dos semanas. Veinticinco temas fueron producidos para el disco, y finalmente diez fueron seleccionados para formar parte de la lista de canciones. Brian «Big Bass» Gardner realizó la masterización a principios de julio en Los Ángeles.

## Composición

### Temas
Muchos de los temas y estilos musicales del álbum fueron inspirados por el papel de Beyoncé en Dreamgirls. La trama de la película gira en torno a The Dreams, un grupo ficticio de 1960 de tres cantantes femeninas que intentan el éxito en la industria de la música comercial con la ayuda de su mánager, Curtis Taylor. Beyoncé retrata Deena Jones, basada en Diana Ross, la vocalista del grupo, y la esposa de Taylor, y que es abusada emocionalmente por él. Debido a su papel, Beyoncé se inspiró para producir un álbum con un tema principal del feminismo y el empoderamiento femenino. En la pista extra «Encore for the Fans», Beyoncé dice: «Porque estaba tan inspirada por Deena, escribí canciones que estaban diciendo todas las cosas que me gustaría haber dicho en la película».

### Estilo musical

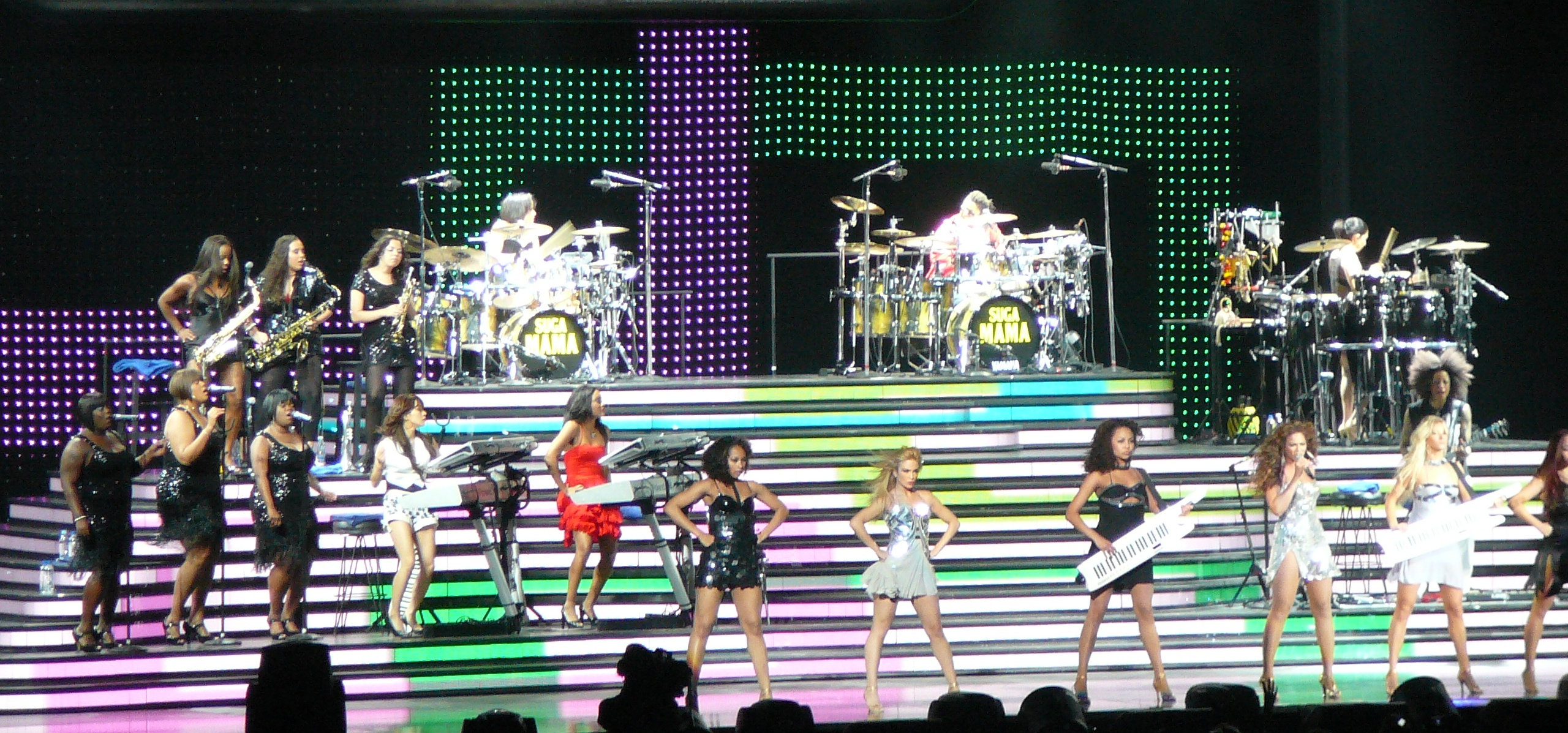
Beyoncé interpretando «Green Light» en The Beyoncé Experience.

B'Day fue influenciado por una variedad de géneros de América, y, al igual álbum anterior de Beyoncé, incorpora elementos contemporáneos urbanos como el R&B contemporáneo y el hip hop. Algunas canciones tienen estilos de los años 1970 y 1980. «Suga Mama», que emplea samples de guitarra de blues de «Searching for Soul» de la banda Jake Wade and the Soul Searchers, contiene influencias de funk de los '70 y elementos en la melodía del go-go de los '80. «Upgrade U» contiene samples de la canción de Betty Wright «Girls Can't Do What the Guys Do» (1968). «Resentment» usa el «Think (Instrumental)» de Curtis Mayfield, de la banda sonora de 1972 Super Fly. «Déjà Vu» está influenciada por la música de los años '70, «Green Light» es un groove clásico, y «Get Me Bodied» contiene twang, un estilo musical que se originó en Texas.
Beyoncé elaboró la mayoría de las canciones en B'Day a través de la instrumentación en directo y diversas técnicas. Esto es evidente en «Déjà Vu», que utiliza el bajo, la conga, el hi-hat, el cuerno francés y la caja de ritmos Roland TR-808; también cuenta con versos de rap de Jay-Z. En una entrevista con MTV, Beyoncé dijo: «Cuando grabé "Déjà Vu" [...] Yo sabía que, incluso antes de empezar a trabajar en mi álbum, que quería añadir instrumentos en vivo para todas mis canciones». El segundo sencillo del álbum, «Ring the Alarm», se caracteriza por el uso de una sirena en su melodía. Es llamada una canción que «muestra un borde más duro sonido de Beyoncé». «Freakum Dress» es un crescendo que utiliza un riff de dos notas y ritmos galopantes. La canción «aconseja a las mujeres que tienen parejas con ojos extraviados [engaño] a ponerse vestidos sexys y demoler a otros chicos en el club para recuperar sus afectos». Mientras tanto, el uso de los samples «uh-oh-oh-oh-oh» y punzadas estridentes en la canción «Green Light» es un eco directo de «Crazy in Love», de acuerdo con Peter Robinson de The Guardian.

## Lanzamiento

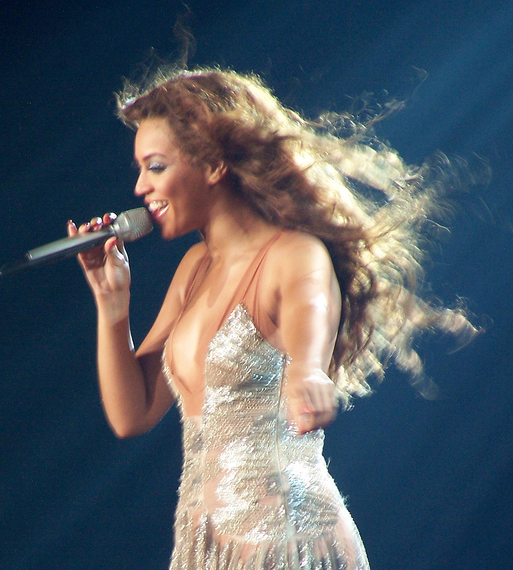
Beyoncé durante la gira promotora del disco.

En colaboración con Sony Urban Music y World Music, B'Day se publicó por primera vez fuera de Norteamérica a través de Columbia Records el 4 de septiembre de 2006, coincidiendo con el vigésimo quinto cumpleaños de la intérprete. Al día siguiente, fue lanzado en Norteamérica. Siete meses después del lanzamiento de la versión estándar, se lanzó la edición de lujo el 3 de abril de 2007 en Estados Unidos. Esta fue dividida en un disco doble, que coinsistia en la edición estándar del álbum con algunas pistas extras, y el EP Irreemplazable (2007). En el extended play, la idea de grabar canciones en un idioma extranjero emanaba de la experiencia de Beyoncé cuando era niña. Ella trabajó con el productor Rudy Pérez para estas canciones. Irreemplazable se lanzó de forma independiente meses después.
Un DVD titulado, B'Day Anthology Video Album se lanzó simultáneamente con la edición de lujo. La antología cuenta con trece vídeos incluyendo otra versión de «Listen» y la remezcla extendida de «Get Me Bodied». La mayoría de los vídeos eran acompañamientos para las pistas de ritmo rápido de B'Day, que contó con la esterilización retro, uso del color y los estilos de pelo negro. El rodaje de los vídeos se realizó en dos semanas y fueron dirigidos por Jake Nava, Anthony Mandler, Melina Matsoukas, Cliff Watts, Ray Kay, Sophie Muller, Diane Martel y la misma intérprete. Inicialmente el DVD estaba disponible exclusivamente en las tiendas Wal Mart, pero fue liberado posteriormente a otros mercados. Las canciones en español no se incluyeron en las emisiones internacionales de la edición de lujo, pero en su lugar están los trece vídeos musicales de la antología.

## Sencillos

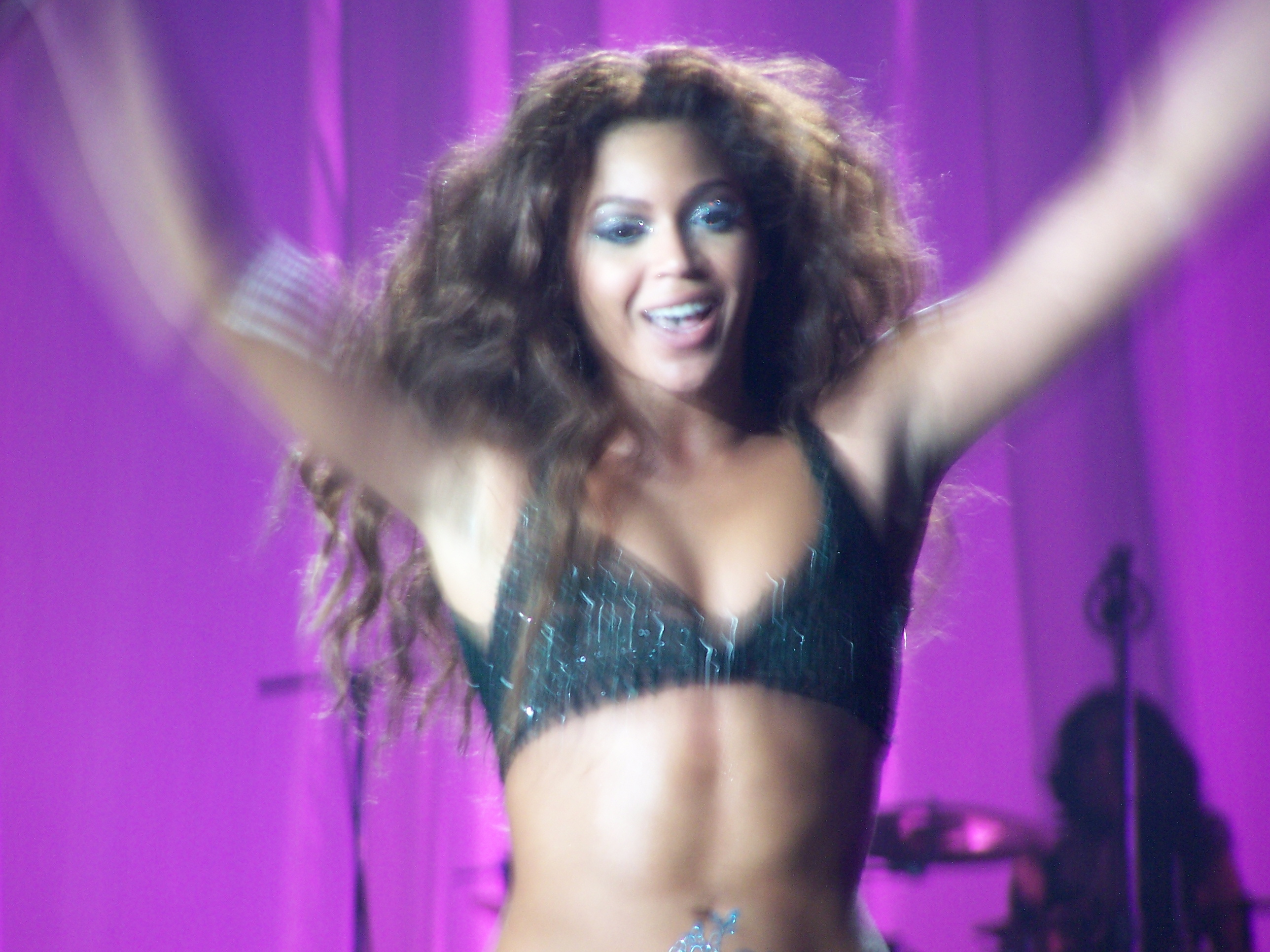
Beyoncé interpretando «Beautiful Liar» durante su gira The Beyoncé Experience en 2007.

«Déjà Vu», el primer corte del álbum, cuenta con la colaboración de Jay-Z y se lanzó el 24 de junio de 2006, y un día después en tiendas digitales. Recibió reseñas variadas de los críticos, quienes hallaron similitud con su propio sencillo «Crazy in Love» (2003), y las canciones de Tina Turner de finales de 1980. Muchos señalaron que la canción era un sencillo destacado y una buena opción. Logró entrar al top 10 en Alemania, Bélgica Flandes, Canadá, los Estados Unidos, Europa, Hungría, Irlanda, Italia, Noruega, el Reino Unido y Suiza. El vídeo musical fue filmado por la directora inglesa Sophie Muller en varias locaciones de Nueva Orleans, Luisiana, el 21 de junio de 2006. El metraje cuenta con trajes inspirados en alta costura, un calzado vigoroso y rutinas de temática sexual. El vídeo se estrenó simultáneamente el 12 de julio de 2006 en MTV. El segundo sencillo del álbum, «Ring the Alarm», fue lanzado el 10 de septiembre de 2006. Reunió críticas polarizadas, quienes señalaron que se trataba de un inicio marcado por el material previo de Beyoncé. No obstante, no tuvo el rendimiento comercial esperado, así sólo entrando a las listas musicales de tres países. El vídeo se filmó en Brooklyn, dirigido nuevamente por Sophie Muller. La trama está basada en una escena de la película Basic Instinct (1992).
El tercer sencillo, «Irreplaceable», se publicó el 26 de octubre de 2006. El tema recibió críticas positivas, ya que elogiaron su melodía y el gancho «To the left, to the left», asimismo como una pista destacada del álbum. El vídeo que lo acompañó fue dirigido por Anthony Mandler y se publicó en octubre de 2006. Fue rodado durante doce horas continuas. Llegó al primer puesto en cinco países y a los diez primeros en siete países. «Beautiful Liar», el cuarto sencillo del álbum, fue lanzado el 12 de febrero de 2007. Esta cuenta con la colaboración de la cantante colombiana de pop latino Shakira. Logró el número uno en Alemania, Canadá, los Estados Unidos, Europa, Francia, Irlanda, Italia, Nueva Zelanda, Países Bajos, el Reino Unido, Suiza y Venezuela. La canción fue bien recibida por los críticos de música, que elogiaron la colaboración entre Beyoncé y Shakira, además de recibir comparaciones con otros duetos de diferentes cantantes. Este contó con un vídeo musical que se filmó en Los Ángeles y fue dirigido por Jake Nava. El quinto sencillo del álbum es «Get Me Bodied», fue lanzado el 10 de julio de 2007. Únicamente logró entrar a las listas de los Estados Unidos y Portugal. La canción fue elogiado por su «sonido partido». Dicha canción contó con su propio vídeo musical que fue dirigido nuevamente por Anthony Mandler. El sexto y último sencillo del álbum se titula «Green Light», fue lanzado el 30 de julio de 2007. Únicamente logró entrar a las listas de Bélgica, Irlanda y Países Bajos. La canción tuvo una buena acogida crítica. También contó con su propio vídeo musical que fue dirigido por Melina Matsoukas.

### Sencillos promocionales
«Upgrade U» se convirtió en el primer sencillo promocional de B'Day y se publicó el 27 de noviembre de 2006 en los Estados Unidos. Logró ubicarse en el puesto 59 del Hot 100 y en el 176 en el Reino Unido. En términos generales, obtuvo buenas reseñas de la crítica, que elogió la voz de la intérprete. Su respectivo vídeo musical fue dirigido por Melina Matsoukas y Beyoncé. «Listen», que fue grabado para la banda sonora de la película Dreamgirls, se lanzó al mercado como el segundo sencillo promocional del disco. Al igual que su predecesor, contó con comentarios favorables de los críticos, al ser considerada una «hermosa balada», y obtuvo buenos resultados en los rankings. Finalmente, «Irreemplazable», la versión en español de «Irreplaceable», se puso a la venta como el tercer promocional. En cuanto a conteos comerciales, consiguió entradas en las listas alemanas, estadounidenses, finlandesas e italianas.

## Promoción

### Gira

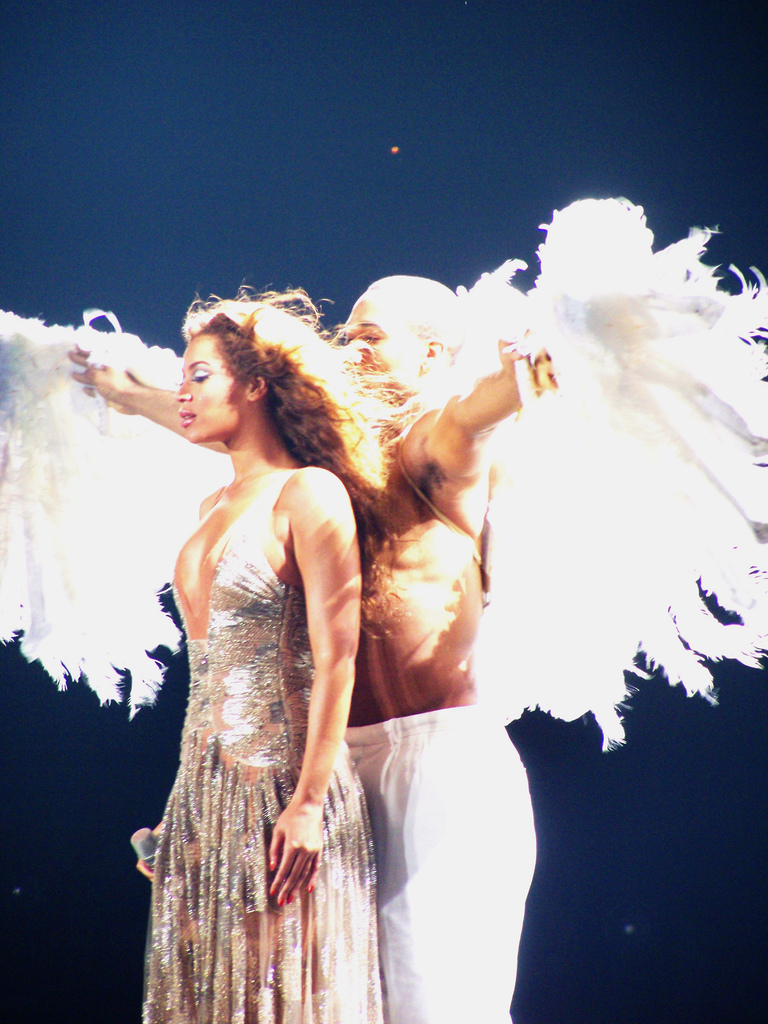
Beyoncé interpretando «Flaws and All» en Barcelona. Durante la actuación ella fue abrazada por un bailarín vestido como un ángel.

La gira encargada para promocionar el álbum fue The Beyoncé Experience. La primera etapa de la gira comenzó el 10 de abril en el Domo de Tokio en Tokio, Japón, y terminó cuatro días después en el Aichi Prefectural Gymnasium de Nagoya. La segunda manga empezó el 21 de abril en Sídney, Australia y finalizó cinco días después en la misma ciudad. Beyoncé continuó la tercera etapa en Europa comenzando en Frankfurt, Alemania, el 30 de abril y recorrió varios países como España, Suecia, Reino Unido y Portugal, para luego terminar en el Point Theatre de Dublín, Irlanda el 10 de julio. La manga de norteamericana comenzó el 6 de julio en el Louisiana Superdome de Nueva Orleans, en el marco del Festival de Música Essence de Nueva Orleans de 2007, donde Beyoncé encabezó. También hizo paradas en la ciudad de Monterrey, México y terminó en Winnipeg, Canadá. Luego Beyoncé se embarcó en la etapa final de la gira en el este de Asia donde finalizó en el Estadio Zhongshan de Taipéi, República de China el 12 de noviembre de 2007. The Beyoncé Experience finalmente visitó noventa y siete sedes en total. La gira recibió reseñas positivas de los críticos de música que elogiaron las habilidades vocales de Beyoncé, las coreografías y la energía en el escenario durante los espectáculos realizados de forma simultánea. Las actuaciones de las canciones de tempo lento y el material de Destiny's Child durante los conciertos fueron los puntos destacados de acuerdo con la crítica. Como actos de apertura estuvieron Chris Brown, Lemar, Katy Shotter, Robin Thicke y Sean Kingston. En septiembre de 2007, la gira había sido exitosa en todas las ciudades en que apareció. Finalmente, la gira recaudó un total de $ 90 millones en los noventa y seis conciertos ofrecidos.

### Otros medios
El 27 de junio de 2006, Beyoncé junto con Jay-Z interpretaron por primera vez «Déjà Vu» y «Get Me Bodied» en la sexta entrega de los premios BET en el Shrine Auditorium de Los Ángeles. «Ring the Alarm» fue presentado en los MTV Video Music Awards, ese mismo año. Luego, Beyoncé interpretó «Déjà Vu» en Fashion Rocks y el 8 de septiembre de 2006 «Ring the Alarm» y «Green Light» en Good Morning America. Un día después en The Ellen DeGeneres Show junto a «Irreplaceable», y el quince en The Tyra Banks Show. Asimismo, Beyoncé cantó «Déjà Vu» durante la ceremonia de los World Music Awards de 2006. Ella abrió los Premios American Music de ese año con una interpretación de «Irreplaceable», y llevaba un mini vestido brillante con lentejuelas. El 2 de abril de 2007, Beyoncé apareció en Today para promover la edición de lujo de B'Day, que fue publicada al día siguiente.

## Recepción comercial

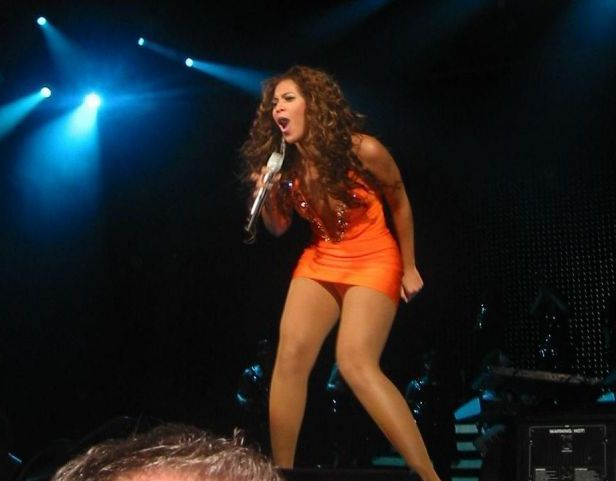
Beyoncé interpretando «Déjà Vu» en la gira The Beyoncé Experience (2007).

Tras su lanzamiento, B'Day obtuvo una buena recepción comercial en el mundo. En los Estados Unidos, debutó directamente en el puesto número uno de la lista Billboard 200, en la edición del 23 de septiembre de 2006. Significó el mayor debut de un álbum de Beyoncé, pues, en su primera semana, vendió 541 000 unidades en el territorio estadounidense, más que sus anteriores discos Dangerously in Love (2003), que debutó con 317 000 copias, I Am... Sasha Fierce (2008), con 482 000, y 4 (2011), con 310 000. Asimismo, también le valió a la cantante su segundo número uno, hasta ese momento, en dicha lista. Esta hazaña fue analizada por Keith Caulfield de Billboard, quien consideró que quizás «su espléndido debut fue generada por la benevolencia ganada de la actuación de su primer exitazo, Dangeously in Love». Para finales de 2006, la Recording Industry Association of America (RIAA) certificó a B'Day con disco de platino, y se convirtió en el trigésimo octavo álbum más exitoso ese año en los Estados Unidos. La recepción comercial del álbum fue reforzada por la posterior publicación de sus ediciones. El lanzamiento de la edición de lujo ayudó al disco a reentrar en los diez primeros, con ganancias del 903 por ciento en ventas. El 16 de abril de 2007, la RIAA volvió a certificar al material con tres discos de platino, tras haber comercializado tres millones de copias, combinando las ventas de la edición original del álbum, más las de la edición de lujo. Sin embargo, la vida extendida de B'Day en el mercado musical se ha atribuido al lanzamiento y posterior éxito de «Irreplaceable». El sencillo, que se puso a la venta a finales de 2006, ayudó al álbum a recuperar su fuerza, y volvió a entrar a las diez primeras posiciones de la lista. Para julio de 2014, vendió 3 400 000 en ese país. Por otro lado, también debutó y alcanzó la cima del conteo Top R&B/Hip-Hop Albums, la misma semana en la que debutó en la Billboard 200. En la primera lista, también obtuvo una buena recepción a fin de año, pues logró ocupar la octava posición en el conteo anual de 2006, como así también la undécima y octogésima quinta en los de 2007 y 2008. En Canadá, ingresó al número tres, mientras que en México, al seis. Asimismo, las organizaciones Canadian Recording Industry Association (CRIA) y Asociación Mexicana de Productores de Fonogramas y Videogramas (AMPROFON), lo condecoraron con disco de platino y oro, respectivamente.
Por otro lado, en el Reino Unido, el álbum entró por primera vez en la posición tres, el 11 de septiembre de 2007, con ventas de 35 012 copias en su primera semana. La British Phonographic Industry (BPI) certificó a la edición estándar con disco de plata, mientras que la de lujo, con oro, tras la venta de sesenta y cien mil copias, respectivamente. A partir del 3 de julio de 2011, llegó a las 385 078 unidades comercializadas. También se posicionó en los diez primeros lugares en los países de Alemania, la región Flamenca de Bélgica, Dinamarca, España, Grecia, Irlanda, Italia, Noruega, los Países Bajos, Portugal, Suiza y la Unión Europea. De igual manera, todos los países mencionados, excepto Italia, Noruega, los Países Bajos y Suiza, premiaron a B'Day con disco de oro, a excepción de la Unión Europea e Irlanda, donde fue condecorado con uno y tres discos de platino, respectivamente. Por su parte, en Oceanía, también obtuvo un buen recibimiento. En Australia y Nueva Zelanda, debutó en la casilla número ocho, el 17 y 11 de septiembre de 2006. Asimismo, la Australian Recording Industry Association (ARIA) y la Recording Industry Association of New Zealand (RIANZ) le otorgaron un disco de platino, por vender setenta y quince mil copias, respectivamente. En Japón, ocupó el puesto cuatro de la lista de Oricon, y pasó treinta y cuatro semanas allí. La Recording Industry Association of Japan (RIAJ) galardonó al disco con platino para la edición estándar, y oro para la edición de lujo. Por último, llegó al top veinte en Austria, la región Valona de Bélgica, Francia y Suecia, y al top treinta en Finlandia y Hungría. Mientras tanto, obtuvo disco de oro en Francia y el último país, y en Rumania y Rusia, aunque el álbum no se haya posicionado en las listas oficiales de aquellos países, también obtuvo disco de oro en el primero para el disco de lujo, y tres de platino en el último, para la versión estándar. Finalmente, alcanzó el número treinta y tres en Polonia. Para septiembre de 2013, B'Day había vendido 8 millones de copias en todo el mundo.

## Recepción crítica
B'Day recibió una respuesta generalmente positiva de los críticos musicales. En Metacritic, que asigna una calificación normalizada de 1 a 100 basándose en los comentarios de varios periodistas, el álbum recibió una puntuación promedio de 70, basado en 23 reseñas. Jody Rosen de la revista Entertainment Weekly comentó que las canciones del álbum «llegan en grandes ráfagas de ritmo y emoción, con la voz ondulante de Beyoncé sobre sonidos clattery [confusos]». Jonah Weiner de Blender comentó que «los números de tempo sudorosos prueban la mejor plataforma para la redacción de rapeo de Beyonce [...]». Andy Kellman de Allmusic consideró que, a pesar de «no hay canciones con la elegancia suave» de «Me, Myself and I» o «Be with You», el álbum es «pobre de una manera beneficiosa». Sarah Rodman de The Boston Globe comentó que el equipo de producción ayudó a Beyoncé a «cantrarse en la tensidad, [y en las] pistas de tempo rápido que la llevan su dulce soprano a nuevos lugares». Caroline Sullivan de The Guardian consideró que, «aparte de unos pocos [temas] de pop [y] R&B [...], no hay mucho que gusta de B'Day». Robert Christgau de MSN Music escribió que «en la mayoría de [las canciones] ella todavía agraviado todo en control porque tiene mucho dinero» y consideró que Beyoncé «gana sus apoyos» si la «opulencia pudiera significar la liberación en esta época materialista grotescamente, como puede el hip-hop».
En una reseña agridulce, del New York Times encontró el álbum «tenso, muy nervioso y obsesivo», y dijo que no era ni «insinuante ni seductor». Richard Cromelin de Los Angeles Times lo calificó como bueno y señaló que Beyoncé «se adentra en un nuevo terreno, más difícil», pero «algunos de los experimentos no hacen clic», sin embargo ella «se ha ganado a cambio una obra artística de gran altura». Aunque él encontró el álbum «sólido», Mike Joseph de PopMatters dijo que «aparte de su tiempo de ejecución relativamente corto, suena sospechosamente bajo producido». Brian Hiatt de Rolling Stone afirmó que «mientras el disco de tempo rapido nunca carece de energía, algunos de los temas impulsados más rítmicos se sienten poco hecho armónica y melódicamente, con ganchos que no cumplen con "Crazy in Love" o con los éxitos de Destiny's Child». Priya Elan de NME sólo citó «Freakum Dress» y «Ring the Alarm» como los puntos más destacados y dijo que «demasiadas pistas suenan como versiones actualizadas de glorias pasadas», con ninguna canción a par con «Crazy in Love». Un editor del sitio web Slynation consideró que es «un disco que definitivamente vale la pena escuchar». Norman Mayers de Prefix lo describió como un álbum «uptempo alegre lleno de voces vibrantes y feroz en producción y energía sin límites». Bill Lamb de About.com dijo: «El álbum es el trabajo de una mujer, con concentración, energía, empatía y potencia del fuego vocal de sobra».

### Reconocimientos
En 2007, B'Day fue nominada a cuatro Premios Grammy en la ceremonia de 2007, incluyendo mejor álbum de R&B contemporáneo, el cual ganó, mejor interpretación vocal de R&B femenina por «Ring the Alarm», mejor canción R&B y mejor colaboración de rap/cantada por «Déjà Vu». La remezcla de Freemasons de «Déjà Vu» sin sus versos de rap recibió una nominación en la categoría mejor grabación remixada, no clásica, pero perdió ante el remix de «Talk» de Coldplay realizado por Jacques Lu Cont. El año siguiente, «Irreplaceable» y «Beautiful Liar» fueron nominadas como grabación del año y mejor colaboración vocal de pop, respectivamente. Sin embargo ambas perdieron por «Rehab» de Amy Winehouse y «Gone Gone Gone (Done Moved On)» de Robert Plant y Alison Krauss en sus respectivas categorías. En abril de 2013, la revista Vibe nombró a B'Day como el cuadragésimo primer mejor álbum desde 1993, así como el mejor disco de fiesta de los últimos veinte años.

## Controversia

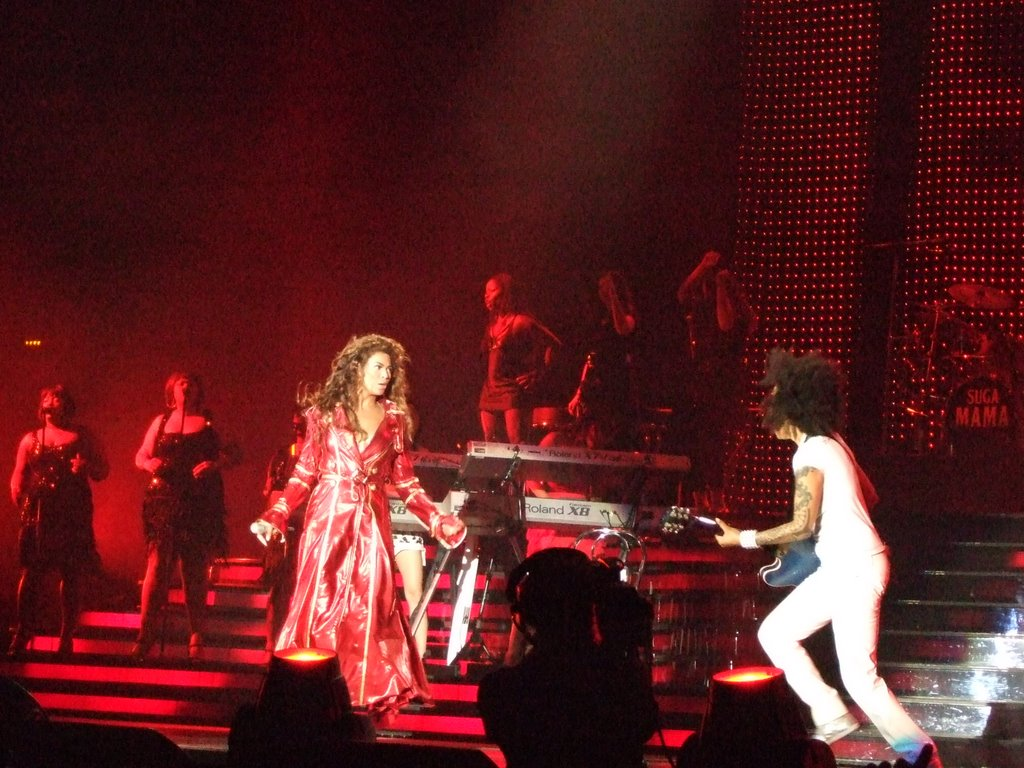
Beyoncé interpretando «Ring the Alarm» durante la gira.

La portada del sencillo «Ring the Alarm» aumentó la controversia después de que Beyoncé utilizara caimanes durante la sesión de fotos del álbum. La cantante reveló que el uso de los animales fue su idea. «Era de verdad muy lindo, pero como estaba con bozal, no tenía ninguna forma de defenderse. Estaba furioso, por eso se hizo pipí encima de mí, ¡qué experiencia!», dijo Beyoncé. PETA, una organización de derechos de los animales que ya la había enfrentado previamente después de que ella usura pieles para el diseño de la ropa de su línea de moda, contactó al biólogo Clifford Warwick quien más tarde escribió una carta a ella, declarando: «Como especialista en biología y el bienestar reptil, me preocupa que pose con un cocodrilo bebé aterrado para su nueva portada del álbum. Los seres humanos y los cocodrilos no son compañeros de cama naturales, y los dos no deben mezclarse en eventos como sesiones de fotos. En mi opinión, eso constituye un maltrato a un animal». La cantante inglesa Jamelia habló acerca de la controversia: «No creo que lo del cocodrilo fuera una buena idea. Fue cruel».
En 2007, Beyoncé apareció en los anuncios y periódicos de Australia sosteniendo una boquilla anticuada. Tomada de la contraportada de B'Day, la imagen provocó la respuesta de un grupo antitabaco, afirmando que ella no tenía que añadir la boquilla «para hacerse parecer más sofisticada». En el mismo año, tres semanas después de su publicación, la edición de lujo y el DVD estuvieron temporalmente fuera de venta. Una demanda fue presentada por incumplimiento de contrato de la utilización de «Still in Love (Kissing You)», una versión de la canción «Kissing You» de la cantante británica Des'ree. No estando previsto con la inclusión del álbum, el acuerdo de Des'ree también estipulaba que el título de la canción no iba a ser alterado, y ningún vídeo musical sería filmado. Después del caso de infracción, la versión reeditada del álbum no incluye la pista, y en su lugar contiene «If» como un reemplazo. La demanda fue desestimada con perjuicio en octubre de 2007.

## Lista de canciones
| B'Day — Edición estándar |                         | |                                 |          |  |
| N.º                      | Título                  | Escritor(es)                                                                                            | Productor(es)                   | Duración |  |
| 1.                       | «Déjà Vu» (con Jay-Z)   | Beyoncé Knowles Rodney «Darkchild» Jerkins Delisha Thomas Makeba Riddick Keli Nicole Price Shawn Carter | Jerkins B. Knowles              | 4:00     |  |
| 2.                       | «Get Me Bodied»         | B. Knowles Solange Knowles Kasseem «Swizz Beatz» Dean Sean Garrett Makeba Angela Beyincé                | Dean B. Knowles Garrett         | 3:25     |  |
| 3.                       | «Suga Mama»             | B. Knowles Rich Harrison Makeba Chuck Middleton                                                         | Harrison B. Knowles             | 3:24     |  |
| 4.                       | «Upgrade U» (con Jay-Z) | B. Knowles S. Knowles MK Makeba Garrett Beyincé Carter Willie Clarke Clarence Reid                      | Cameron Wallace B. Knowles Dean | 4:32     |  |
| 5.                       | «Ring the Alarm»        | B. Knowles Dean Garrett                                                                                 | Dean B. Knowles Garrett         | 3:23     |  |
| 6.                       | «Kitty Kat»             | B. Knowles Pharrell Williams Carter Makeba                                                              | The Neptunes B. Knowles         | 3:55     |  |
| 7.                       | «Freakum Dress»         | B. Knowles Harrison Beyincé Makeba                                                                      | Harrison B. Knowles             | 3:20     |  |
| 8.                       | «Green Light»           | B. Knowles Williams Garrett                                                                             | The Neptunes B. Knowles         | 3:29     |  |
| 9.                       | «Irreplaceable»         | B. Knowles Mikkel S. Eriksen Tor Erik Hermansen Espen Lind Amund Bjørklund Shaffer Smith                | Stargate B. Knowles Smith       | 3:47     |  |
| 10.                      | «Resentment»            | B. Knowles Walter «Lil Walt» Millsap III Candice «G.G» Nelson Curtis Mayfield                           | Millsap III B. Knowles Nelson   | 4:40     |  |
| 37:40                    |                         | |                                 |          |  |

| B'Day — Pista extra edición iTunes Store pre-ordenada |                |                         |                         |          |  |
| N.º                                                   | Título         | Escritor(es)            | Productor(es)           | Duración |  |
| 11.                                                   | «Lost Yo Mind» | B. Knowles Dean Garrett | Dean B. Knowles Garrett | 3:47     |  |

| B'Day — Pista extra edición estadounidense |                                           |                                                                                |                          |          |  |
| N.º                                        | Título                                    | Escritor(es)                                                                   | Productor(es)            | Duración |  |
| 11.                                        | «Back Up»                                 | Anesha Birchett Beyince Antea Birchett Thomas Fred Jerkins III LaShawn Daniels | Jerkins B. Knowles       | 3:30     |  |
| 12.                                        | «Encore for the Fans»                     |                                                                                |                          | 0:39     |  |
| 13.                                        | «Listen» (tema de la película Dreamgirls) | B. Knowles Henry Krieger Scott Cutler Anne Preven                              | The Underdogs B. Knowles | 3:37     |  |
| 14.                                        | «Get Me Bodied» (remezcla extendida)      | B. Knowles S. Knowles Dean Garrett Makeba Beyincé                              | Dean B. Knowles Garrett  | 5:59     |  |

| B'Day — Pista extra edición alemana |                                         |                                                |                 |          |  |
| N.º                                 | Título                                  | Escritor(es)                                   | Productor(es)   | Duración |  |
| 11.                                 | «Check on It» (con Bun B and Slim Thug) | B. Knowles, Dean Garrett Beyincé Stayve Thomas | Dean B. Knowles | 3:30     |  |

| B'Day — Pista extra edición japonesa |          |              |             |          |  |
| N.º                                  | Título   | Escritor(es) | Producer(s) | Duración |  |
| 11.                                  | «Creole» |              |             | 3:52     |  |

| B'Day — Pistas ocultas |                                                                       |                                                   |                          |          |  |
| N.º                    | Título                                                                | Escritor(es)                                      | Productor(es)            | Duración |  |
| 11.                    | «Encore for the Fans»                                                 |                                                   |                          | 0:39     |  |
| 12.                    | «Listen» (tema de la película Dreamgirls)                             | B. Knowles Henry Krieger Scott Cutler Anne Preven | The Underdogs B. Knowles | 3:37     |  |
| 13.                    | «Get Me Bodied» (remezcla extendida)                                  | B. Knowles S. Knowles Dean Garrett Makeba Beyincé | Dean B. Knowles Garrett  | 5:59     |  |
| 14.                    | «Déjà Vu» (con Jay-Z; vídeo musical)                                  | B. Knowles Jerkins Thomas Riddick Price Carter    | Jerkins B. Knowles       | 4:01     |  |
| 15.                    | «Behind the Scenes With Beyoncé» (detrás de escenas en la producción) |                                                   |                          | 17:39    |  |

### Relanzamiento
Edición estadounidense
| Disco uno: B'Day |                                           |                                                                    |                                   |          |  |
| N.º              | Título                                    | Escritor(es)                                                       | Productor(es)                     | Duración |  |
| 1.               | «Beautiful Liar» (con Shakira)            | B. Knowles Eriksen Hermansen Amanda Ghost Ian Dench                | Stargate B. Knowles Eduardo Cabra | 3:19     |  |
| 2.               | «Irreplaceable»                           | B. Knowles Eriksen Hermansen Lind Bjørklund Smith                  | Stargate B. Knowles Smith         | 3:47     |  |
| 3.               | «Green Light»                             | B. Knowles Williams Garrett                                        | The Neptunes B. Knowles           | 3:30     |  |
| 4.               | «Kitty Kat»                               | B. Knowles Williams Carter Makeba                                  | The Neptunes B. Knowles           | 3:55     |  |
| 5.               | «Welcome to Hollywood»                    | Carter B. Knowles Reggie Perry Smith                               | Syience B. Knowles                | 3:18     |  |
| 6.               | «Upgrade U» (con Jay-Z)                   | B. Knowles S. Knowles MK Makeba Garrett Beyincé Carter Clarke Reid | Wallace B. Knowles Dean           | 4:32     |  |
| 7.               | «Flaws and All»                           | Smith B. Knowles Robert Shea Taylor S. Knowles                     | Shea Taylor B. Knowles            | 4:08     |  |
| 8.               | «Get Me Bodied» (remezcla extendida)      | B. Knowles S. Knowles Dean Garrett Makeba Beyincé                  | Dean B. Knowles Garrett           | 6:18     |  |
| 9.               | «Still in Love (Kissing You)»             | B. Knowles Desree Weekes Timothy Atack                             | B. Knowles Nellee Hooper          | 3:18     |  |
| 10.              | «Freakum Dress»                           | B. Knowles Harrison Beyincé Makeba                                 | Harrison B. Knowles               | 3:20     |  |
| 11.              | «Suga Mama»                               | B. Knowles Rich Harrison Makeba Chuck Middleton                    | Harrison B. Knowles               | 3:24     |  |
| 12.              | «Déjà Vu» (con Jay-Z)                     | B. Knowles Jerkins Thomas Riddick Price Carter                     | Jerkins B. Knowles                | 4:00     |  |
| 13.              | «Ring the Alarm»                          | B. Knowles Dean Garrett                                            | Dean B. Knowles Garrett           | 3:23     |  |
| 14.              | «Resentment»                              | B. Knowles Millsap III Nelson Mayfield                             | Millsap III B. Knowles Nelson     | 4:40     |  |
| 15.              | «Listen» (tema de la película Dreamgirls) | B. Knowles Krieger Cutler Preven                                   | The Underdogs B. Knowles          | 3:40     |  |
| 16.              | «World Wide Woman» (pista oculta)         | Makeba B. Knowles Beyincé Lashawn Daniels Jerkins Garrett          | Jerkins B. Knowles                | 3:41     |  |

| Disco uno: B'Day — edición digital y remasterizada |                                           |                                                                    |                               |          |  |
| N.º                                                | Título                                    | Escritor(es)                                                       | Productor(es)                 | Duración |  |
| 1.                                                 | «Beautiful Liar» (con Shakira)            | B. Knowles Eriksen Hermansen Amanda Ghost Ian Dench                | Stargate B. Knowles Cabra     | 3:19     |  |
| 2.                                                 | «Irreplaceable»                           | B. Knowles Eriksen Hermansen Lind Bjørklund Smith                  | Stargate B. Knowles Smith     | 3:47     |  |
| 3.                                                 | «Green Light»                             | B. Knowles Williams Garrett                                        | The Neptunes B. Knowles       | 3:30     |  |
| 4.                                                 | «Kitty Kat»                               | B. Knowles Williams Carter Makeba                                  | The Neptunes B. Knowles       | 3:55     |  |
| 5.                                                 | «Welcome to Hollywood»                    | Carter B. Knowles Reggie Perry Smith                               | Syience B. Knowles            | 3:18     |  |
| 6.                                                 | «Upgrade U» (con Jay-Z)                   | B. Knowles S. Knowles MK Makeba Garrett Beyincé Carter Clarke Reid | Wallace B. Knowles Dean       | 4:32     |  |
| 7.                                                 | «Flaws and All»                           | Smith B. Knowles Robert Shea Taylor S. Knowles                     | Shea Taylor B. Knowles        | 4:08     |  |
| 8.                                                 | «World Wide Woman»                        | Makeba B. Knowles Beyincé Lashawn Daniels Jerkins Garrett          | Jerkins B. Knowles            | 3:41     |  |
| 9.                                                 | «Get Me Bodied» (remezcla extendida)      | B. Knowles S. Knowles Dean Garrett Makeba Beyoncé                  | Dean B. Knowles Garrett       | 6:18     |  |
| 10.                                                | «If»                                      | B. Knowles Eriksen Hermansen Smith                                 | Stargate B. Knowles Smith     | 3:18     |  |
| 11.                                                | «Freakum Dress»                           | B. Knowles Harrison Beyincé Makeba                                 | Harrison B. Knowles           | 3:20     |  |
| 12.                                                | «Suga Mama»                               | B. Knowles Rich Harrison Makeba Chuck Middleton                    | Harrison B. Knowles           | 3:24     |  |
| 13.                                                | «Déjà Vu» (con Jay-Z)                     | B. Knowles Jerkins Thomas Riddick Price Carter                     | Jerkins B. Knowles            | 4:00     |  |
| 14.                                                | «Ring the Alarm»                          | B. Knowles Dean Garrett                                            | Dean B. Knowles Garrett       | 3:23     |  |
| 15.                                                | «Resentment»                              | B. Knowles Millsap III Nelson Mayfield                             | Millsap III B. Knowles Nelson | 4:40     |  |
| 16.                                                | «Listen» (tema de la película Dreamgirls) | B. Knowles Krieger Cutler Preven                                   | The Underdogs B. Knowles      | 3:40     |  |

| Disco dos: Irreemplazable |                                                     |                                                                                   |                                         |          |  |
| N.º                       | Título                                              | Escritor(es)                                                                      | Productor(es)                           | Duración |  |
| 1.                        | «Amor gitano» (junto a Alejandro Fernández)         | B. Knowles Jaime Flores Reyli Barba Arrocha                                       | B. Knowles Pérez                        | 3:48     |  |
| 2.                        | «Oye»                                               | B. Knowles Henry Krieger Scott Cutler Anne Preven Rudy Pérez                      | The Underdogs B. Knowles Pérez          | 3:41     |  |
| 3.                        | «Irreemplazable»                                    | B. Knowles Eriksen Hermansen Lind Bjørklund Ne-Yo Pérez                           | Stargate B. Knowles Ne-Yo Pérez         | 3:48     |  |
| 4.                        | «Bello embustero»                                   | B. Knowles Eriksen Hermansen Amanda Ghost Ian Dench Pérez                         | Stargate B. Knowles Pérez Eduardo Cabra | 3:20     |  |
| 5.                        | «Beautiful Liar» (con Shakira)                      | B. Knowles Eriksen Hermansen Ghost Dench                                          | Stargate B. Knowles Pérez               | 3:01     |  |
| 6.                        | «Beautiful Liar» (versión spanglish)                | B. Knowles Eriksen Hermansen Ghost Dench Pérez                                    | Stargate B. Knowles Pérez Cabra         | 3:21     |  |
| 7.                        | «Irreemplazable» (Remezcla norteña)                 | B. Knowles Eriksen Hermansen Lind Bjørklund Ne-Yo Pérez                           | Pérez                                   | 3:50     |  |
| 8.                        | «Get Me Bodied» (Remezcla de Timbaland; con Voltio) | B. Knowles S. Knowles Swizz Beatz Julio Voltio Sean Garrett Makeba Angela Beyincé | Timbaland                               | 6:14     |  |

Edición internacional
| Disco uno: B'Day |                                             |                                                                    |                                   |          |  |
| N.º              | Título                                      | Escritor(es)                                                       | Productor(es)                     | Duración |  |
| 1.               | «Beautiful Liar» (con Shakira)              | B. Knowles Eriksen Hermansen Amanda Ghost Ian Dench                | Stargate B. Knowles Eduardo Cabra | 3:19     |  |
| 2.               | «Irreplaceable»                             | B. Knowles Eriksen Hermansen Lind Bjørklund Smith                  | Stargate B. Knowles Smith         | 3:47     |  |
| 3.               | «Green Light»                               | B. Knowles Williams Garrett                                        | The Neptunes B. Knowles           | 3:30     |  |
| 4.               | «Kitty Kat»                                 | B. Knowles Williams Carter Makeba                                  | The Neptunes B. Knowles           | 3:55     |  |
| 5.               | «Welcome to Hollywood»                      | Carter B. Knowles, Reggie Perry Smith                              | Syience B. Knowles                | 3:18     |  |
| 6.               | «Upgrade U» (con Jay-Z)                     | B. Knowles S. Knowles MK Makeba Garrett Beyincé Carter Clarke Reid | Wallace B. Knowles Dean           | 4:32     |  |
| 7.               | «Flaws and All»                             | Smith B. Knowles Robert Shea Taylor S. Knowles                     | Shea Taylor B. Knowles            | 4:08     |  |
| 8.               | «Get Me Bodied» (remezcla extendida)        | B. Knowles S. Knowles Dean Garrett Makeba Beyincé                  | Dean B. Knowles Garrett           | 6:18     |  |
| 9.               | «Still in Love (Kissing You)»               | B. Knowles Desree Weekes Timothy Atack                             | B. Knowles Nellee Hooper          | 3:18     |  |
| 10.              | «Freakum Dress»                             | B. Knowles Harrison Beyincé Makeba                                 | Harrison B. Knowles               | 3:20     |  |
| 11.              | «Suga Mama»                                 | B. Knowles Rich Harrison Makeba Chuck Middleton                    | Harrison B. Knowles               | 3:24     |  |
| 12.              | «Déjà Vu» (con Jay-Z)                       | B. Knowles Jerkins Thomas Riddick Price Carter                     | Jerkins B. Knowles                | 4:00     |  |
| 13.              | «Ring the Alarm»                            | B. Knowles Dean Garrett                                            | Dean B. Knowles Garrett           | 3:23     |  |
| 14.              | «Resentment»                                | B. Knowles Millsap III Nelson Mayfield                             | Millsap III B. Knowles Nelson     | 4:40     |  |
| 15.              | «Listen» (tema de la película Dreamgirls)   | B. Knowles Krieger Cutler Preven                                   | The Underdogs B. Knowles          | 3:40     |  |
| 16.              | «World Wide Woman» (pista oculta)           | Makeba B. Knowles Beyincé Lashawn Daniels Jerkins Garrett          | Jerkins                           | 3:41     |  |
| 17.              | «Check on It» (con Bun B y Slim Thug)       | B. Knowles, Dean Garrett Beyincé Thomas                            | Dean B. Knowles                   | 3:30     |  |
| 18.              | «Amor gitano» (junto a Alejandro Fernández) | B. Knowles Flores Arrocha                                          | B. Knowles Pérez                  | 3:48     |  |
| 19.              | «Beautiful Liar» (Remix; con Shakira)       | B. Knowles Eriksen Hermansen Ghost Dench                           | Stargate B. Knowles               | 3:01     |  |

| Disco dos: B'Day Anthology Video Album |                                                                                             |                           |          |  |
| N.º                                    | Título                                                                                      | Director(es)              | Duración |  |
| 1.                                     | «Beautiful Liar» (con Shakira)                                                              | Jake Nava, Beyoncé        | 3:34     |  |
| 2.                                     | «Irreplaceable»                                                                             | Anthony Mandler           | 4:17     |  |
| 3.                                     | «Kitty Kat»                                                                                 | Melina Matsoukas, Beyoncé | 1:03     |  |
| 4.                                     | «Green Light»                                                                               | Matsoukas                 | 3:31     |  |
| 5.                                     | «Upgrade U» (con Jay-Z)                                                                     | Matsoukas, Beyoncé        | 4:38     |  |
| 6.                                     | «Flaws and All»                                                                             | Cliff Watts, Beyoncé      | 4:14     |  |
| 7.                                     | «Get Me Bodied» (mezcla extendida) (con Kelly Rowland, Michelle Williams y Solange Knowles) | Mandler, Beyoncé          | 6:42     |  |
| 8.                                     | «Freakum Dress»                                                                             | Ray Kay, Beyoncé          | 3:21     |  |
| 9.                                     | «Suga Mama»                                                                                 | Matsoukas, Beyoncé        | 3:37     |  |
| 10.                                    | «Déjà Vu» (con Jay-Z)                                                                       | Sophie Muller             | 4:06     |  |
| 11.                                    | «Ring the Alarm»                                                                            | Muller                    | 3:33     |  |
| 12.                                    | «Listen» (versión del director)                                                             | Diane Martel              | 3:49     |  |
| 13.                                    | «Still in Love (Kissing You)» (solo en las copias iniciales)                                | Watts, Beyoncé            | 4:41     |  |
| 14.                                    | «Créditos»                                                                                  |                           | 0:51     |  |
| 15.                                    | «Anthology Behind the Scenes»                                                               | Ed Burke                  | 17:39    |  |

#### Formatos
- Edición CD estándar – contiene 10 temas.
- Edición CD alemana – contiene 11 temas: los 10 de la edición estándar y una pista extra, «Check on It».[195]
- Edición CD japonesa – contiene 11 temas: los 10 de la edición estándar y una pista extra, «Creole».[196]
- Edición CD estadounidense – contiene 14 temas: los 10 de la edición estándar, las pista extra «Back Up» y las pistas ocultas «Encore for the Fans», «Listen» y la remezcla extendida de «Get Me Bodied».[197]
- Edición CD internacional – contiene 14 temas: los 10 de la edición estándar, las pista extra «Check on It» y las pistas ocultas «Encore for the Fans», «Listen» y la remezcla extendida de «Get Me Bodied».[196]
- Edición especial LP – contiene dos discos de vinilo con 12 temas: los 10 de la edición estándar y dos pistas extras, «Check on It» y «Encore for the Fans».[198]
- Edición digital pre-ordenada iTunes estadounidense – contiene 11 temas: los 10 de la edición estándar y una pista extra, «Lost Yo Mind».[196]
- Edición digital iTunes estadounidense – contiene 15 temas: los 10 de la edición estándar, las pistas extras «Encore for the Fans», «Listen» y la remezcla extendida de «Get Me Bodied» y dos vídeo, el clip musical de «Déjà Vu» y el detrás de escenas en la producción del disco.[199]
- Edición de lujo estadounidense original – contiene dos discos: el primero con 16 temas y el EP Irreemplazable como segundo.[166]
- Edición de lujo digital y remasterizada estadounidense – contiene dos discos: el primero con 16 temas, con pistas diferentes, y el EP Irreemplazable como segundo.[200]
- Edición de lujo internacional – contiene dos discos: el primero 19 pistas y el DVD B'Day Anthology Video Album como segundo.[201]

## Posicionamiento en listas
| País (Lista 2006—07)                    | Mejor posición |
| --------------------------------------- | -------------- |
| Alemania                                | 5              |
| Australia                               | 8              |
| Austria                                 | 13             |
| Bélgica Flandes                         | 7              |
| Bélgica Valonia                         | 12             |
| Canadá                                  | 3              |
| Dinamarca                               | 8              |
| España                                  | 5              |
| Estados Unidos (Billboard 200)          | 1              |
| Estados Unidos (Top R&B/Hip-Hop Albums) | 1              |
| Finlandia                               | 23             |
| Francia                                 | 12             |
| Grecia                                  | 3              |
| Hungría                                 | 22             |
| Irlanda                                 | 3              |
| Italia                                  | 10             |
| Japón                                   | 4              |
| México                                  | 6              |
| Noruega                                 | 6              |
| Nueva Zelanda                           | 8              |
| Países Bajos                            | 5              |
| Polonia                                 | 33             |
| Portugal                                | 8              |
| Reino Unido                             | 3              |
| Suecia                                  | 15             |
| Suiza                                   | 2              |
| Unión Europea                           | 3              |

| País (Lista 2006)                       | Posición |
| --------------------------------------- | -------- |
| Australia (Top 50 Urban Albums)         | 13       |
| Estados Unidos (Billboard 200)          | 38       |
| Estados Unidos (Top R&B/Hip Hop Albums) | 8        |
| Japón                                   | 55       |
| Suiza                                   | 96       |

| País (Lista 2007)                       | Posición |
| --------------------------------------- | -------- |
| Australia (Top 50 Urban Albums)         | 13       |
| Francia                                 | 143      |
| Estados Unidos (Billboard 200)          | 11       |
| Estados Unidos (Top R&B/Hip-Hop Albums) | 6        |
| México                                  | 62       |
| México (Inglés)                         | 16       |
| Suiza                                   | 82       |

| País (Lista 2008)                       | Posición |
| --------------------------------------- | -------- |
| Estados Unidos (Billboard 200)          | 170      |
| Estados Unidos (Top R&B/Hip-Hop Albums) | 85       |

| País (Lista 2000—09)           | Posición |
| ------------------------------ | -------- |
| Estados Unidos (Billboard 200) | 116      |

## Certificaciones
| País (organismo certificador) | Certificación      |
| ----------------------------- | ------------------ |
| Alemania (BVMI)               | Oro                |
| Australia (ARIA)              | Platino            |
| Bélgica (IFPI — Bélgica)      | Oro                |
| Canadá (CRIA)                 | Platino            |
| Dinamarca (IFPI — Dinamarca)  | Oro                |
| España (PROMUSICAE)           | Oro                |
| Estados Unidos (RIAA)         | 3× Platino         |
| Francia (SNEP)                | Oro                |
| Grecia (IFPI — Grecia)        | Oro                |
| Hungría (MAHASZ)              | Oro                |
| Irlanda (IRMA)                | 3× Platino         |
| Japón (RIAJ)                  | Platino (estándar) |
| Japón (RIAJ)                  | Oro (de lujo)      |
| México (AMPROFON)             | Oro                |
| Nueva Zelanda (RIANZ)         | Platino            |
| Portugal (AFP)                | Oro                |
| Reino Unido (BPI)             | Plata (estándar)   |
| Reino Unido (BPI)             | Oro (de lujo)      |
| Rumania (Nova-Sony BMG)       | Oro (de lujo)      |
| Rusia (NFPP)                  | 3× Platino         |
| Suiza (IFPI — Suiza)          | Oro                |
| Unión Europea (IFPI)          | Platino            |

## Créditos y personal
Créditos adaptados a las notas del álbum.
- Jason Agel: asistencia de grabación
- Omar Al-Musfi: percusión árabe
- Roberto Almodovar: ingeniería de sonido.
- Allen «Al Geez» Arthur: trompa
- Aplril Baldwin: administración de repertorio y artistas
- Áureo Baqueiro: dirección vocal de Alejandro Fernández
- Reyli Barba: composición
- Robert Becker: viola
- Andrés Bermúdez: grabador musical
- Angela Beyincé: composición
- Amund Bjorklund: composición
- Tim Blacksmith: dirección de Stargate
- Aaron Brougher: administración de repertorio y artistas
- Denyse Buffum: viola
- Bun B: artista invitado
- David Campbell: arreglo, director de orquesta e instrumentos de cuerda
- Roberto Cani: violín
- Tim Carmon: teclados
- Sean Carrington: guitarra
- Jim Caruana: ingeniería de sonido
- Gustavo Celis: ingeniería de sonido
- Olgui Chirino: producción vocal
- Fusako Chubachi: dirección y diseño artístico
- Willie Clarke: composición
- Andrew Coleman: asistencia de grabación
- Larry Corbett: violonchelo
- Tom Coyne: máster de grabación
- Jasmin Cruz: coros
- Scott Cutler: composición
- Danny D.: dirección de Stargate
- Lawshawn Daniels: composición
- Mario Deleon: violín
- Ian Dench: composición
- Robert Dorsey: grabación
- Andrew Duckles: viola
- Bruce Dukov: violín concertino
- Nathan East: bajo eléctrico
- Paco «El Sevillano»: canto gitano
- Mikkel S. Eriksen: composición y multiinstrumentos
- Alejandro Fernández: voz
- Jaime Flores: composición
- Paul Forat: administración de repertorio y artistas
- Sean Garrett: composición y producción
- Amanda Ghost: composición
- Jason Goldstein: mezcla
- Aaron «Goody» Goode: trompa
- Erwin Gorosita: dirección artística
- Max Gousse: administración de repertorio y artistas
- Alan Grunfeld: violín
- Rich Harrison: composición, producción y mezcla
- Tor Erik Hermansen: composición y multiinstrumentos
- Geraldo Hilera: violín
- Jean-Marie Horvat: mezcla
- Dabling «Hobby Boy» Howard: grabación
- Ty Hunter: estilo
- ILoveDust: diseño
- Jun Ishizeki: grabación
- Eric Jackson: guitarra
- Quincy S. Jackson: mercadotecnia
- Jay-Z: composición y voz
- Darkchild: composición, producción, mezcla, música y dirección de trompas
- James Johnson: bajo
- Jon Jon: asistencia de producción y bajo
- Ronald Judge: trompa
- Suzie Katayama: violonchelo
- Gimel «Young Guru» Keaton: grabación
- Hannah Khoury: violín y viola
- Kimberly Kimble: estilista
- Rob Kinelski: asistencia de grabación e ingeniería
- Beyoncé: Composición, voz, producción, producción vocal y ejecutiva

## Premios y nominaciones
| Ceremonia de premios              | Año  | Trabajado nominado | Categoría                                  | Resultado |
| --------------------------------- | ---- | ------------------ | ------------------------------------------ | --------- |
| American Music Awards             | 2007 | B'Day              | álbum favorito de Soul/R&B                 | Nominado  |
| BET Awards                        | 2006 | «Check on It»      | Mejor dueto/colaboración                   | Nominado  |
| BET Awards                        | 2006 | «Check on It»      | Vídeo del año                              | Nominado  |
| BET Awards                        | 2007 | «Irreplaceable»    | Elección de los espectadores               | Nominado  |
| BET Awards                        | 2007 | «Irreplaceable»    | Vídeo del año                              | Ganador   |
| BET Awards                        | 2007 | «Beautiful Liar»   | Vídeo del año                              | Nominado  |
| BET Awards                        | 2007 | «Déjà Vu»          | Mejor colaboración                         | Nominado  |
| BET Awards                        | 2007 | «Upgrade U»        | Mejor colaboración                         | Nominado  |
| Premios Grammy                    | 2007 | B'Day              | Mejor álbum de R&B contemporáneo           | Ganador   |
| Premios Grammy                    | 2007 | «Ring the Alarm»   | Mejor interpretación vocal de R&B femenina | Nominado  |
| Premios Grammy                    | 2007 | «Déjà Vu»          | Mejor canción R&B                          | Nominado  |
| Premios Grammy                    | 2007 | «Déjà Vu»          | Mejor colaboración de rap/cantada          | Nominado  |
| Premios Grammy                    | 2008 | «Irreplaceable»    | Grabación del año                          | Nominado  |
| Premios Grammy                    | 2008 | «Beautiful Liar»   | Mejor colaboración vocal de pop            | Nominado  |
| Premios Grammy Latinos            | 2007 | «Bello embustero»  | Grabación del año                          | Nominado  |
| Premios International Dance Music | 2007 | «Déjà Vu»          | Mejor pista R&B/Urban Dance                | Nominado  |
| Premios International Dance Music | 2007 | «Déjà Vu»          | Mejor pistas pop dance                     | Nominado  |
| Premio Ivor Novello               | 2008 | «Beautiful Liar»   | Canción más vendida                        | Ganador   |
| Premios Music of Black Origin     | 2006 | «Déjà Vu»          | Mejor canción                              | Ganador   |
| Premios Music of Black Origin     | 2006 | «Déjà Vu»          | Mejor vídeo                                | Ganador   |
| MTV Europe Music Awards           | 2007 | «Beautiful Liar»   | Canción más adictiva                       | Nominado  |
| MTV Video Music Awards            | 2006 | «Check on It»      | Mejor                                      | Ganador   |
| MTV Video Music Awards            | 2007 | «Irreplaceable»    | Vídeo del año                              | Nominado  |
| MTV Video Music Awards            | 2007 | «Irreplaceable»    | Mejor vídeo femenino                       | Nominado  |
| MTV Video Music Awards            | 2007 | «Beautiful Liar»   | Mejor vídeo femenino                       | Nominado  |
| MTV Video Music Awards            | 2007 | «Beautiful Liar»   | Mejor colaboración                         | Ganador   |
| MTV Video Music Awards            | 2007 | «Beautiful Liar»   | Mejor dirección                            | Nominado  |
| MTV Video Music Awards            | 2007 | «Beautiful Liar»   | Mejor edición                              | Nominado  |
| MTV Video Music Awards            | 2007 | «Beautiful Liar»   | Mejor coreografía                          | Nominado  |
| MTV Video Music Awards Japan      | 2008 | «Beautiful Liar»   | Mejor colaboración                         | Nominado  |
| NAACP Image Awards                | 2007 | B'Day              | Álbum excepcional                          | Nominado  |
| NAACP Image Awards                | 2007 | «Irreplaceable»    | Canción excepcional                        | Nominado  |
| NAACP Image Awards                | 2007 | «Irreplaceable»    | Vídeo musical destacado                    | Nominado  |
| NAACP Image Awards                | 2008 | «Beautiful Liar»   | Vídeo musical destacado                    | Nominado  |
| Nickelodeon's Kids' Choice Awards | 2007 | «Irreplaceable»    | Canción favorita                           | Ganador   |
| OVMA                              | 2007 | «Beautiful Liar»   | Mejor coreografía en un vídeo              | Ganador   |
| People's Choice Awards            | 2008 | «Irreplaceable»    | Canción favorita de pop                    | Nominado  |
| People's Choice Awards            | 2008 | «Beautiful Liar»   | Canción favorita de R&b                    | Nominado  |
| Soul Train Music Awards           | 2007 | B'Day              | Mejor álbum de R&B/Soul femenino           | Nominado  |
| Soul Train Music Awards           | 2007 | «Irreplaceable»    | Mejor sencillo de R&B/Soul femenino        | Ganador   |
| Soul Train Music Awards           | 2007 | «Irreplaceable»    | Mejor vídeo de R&B/Soul o Rap              | Nominado  |
| The Record of the Year            | 2007 | «Beautiful Liar»   | Grabación del año                          | Nominado  |
| VH1 Soul Vibe Awards              | 2007 | «Irreplaceable»    | Canción del año                            | Nominado  |
| VH1 Soul Vibe Awards              | 2007 | «Get Me Bodied»    | Vídeo del año                              | Nominado  |
| World Music Awards                | 2006 | B'Day              | Mejor álbum vendido de R&B mundial         | Ganador   |